# Ovince Saint Preux
Ovince Saint Preux (Immokalee, 8 aprile 1983) è un lottatore di arti marziali miste statunitense di origini haitiane.
Attualmente è sotto contratto con la UFC, nella quale combatte nella divisione dei pesi mediomassimi; precedentemente ha combattuto anche nella Strikeforce.

## Biografia
Saint Preux è nato a Immokalee da genitori haitiani; alla high school di Immokalee si è dedicato alla lotta e al football ottenendo ottimi risultati in entrambe le discipline così come nell'atletica leggera. Ha continuato con il football anche al college giocando con i Tennessee Volunteers dal 2001 al 2004; in questo anno si è laureato in sociologia e cominciò ad allenarsi nella kickboxing.
Dopo aver fallito più volte l'accesso al football professionistico, cominciò ad allenarsi nelle arti marziali miste.

## Carriera nelle arti marziali miste

### Inizio carriera
Saint Preux debuttò ufficialmente nelle arti marziali miste all'evento VFC 1: Vengeance Fighting Championship contro Rodney Wallace, perdendo l'incontro per decisione unanime; al suo secondo match, soffrì un'altra sconfitta per decisione. Successivamente, al terzo incontro, affrontò Robert Turner ad XFC 7: School of Hard Knox vincendo il match con un brutale calcio in testa. Preux fu nominato per il premio di migliore sottomissione dell'anno del 2009 eseguendo una calf slicer contro Ombey Mobley, ma a vincere il premio fu Toby Imada con una reverse triangle choke.

### Strikeforce
Nel giugno del 2010, Ovince entrò sotto contratto con la Strikeforce, dove fece il suo debutto contro Chris Hawk all'evento Strike Force: Nashville, vincendo il match per KO tecnico al primo round.
Dopo aver messo KO il veterano della UFC Jason Day in solo otto secondi, ritornò a combattere il suo secondo match con la Stikeforce contro Antawain Britt nell'evento ShoMMA Strikeforce Challengers. Vinse il match per decisione unanime.
Saint Preux ritorno dopo pochi mesi dalla sua vittoria contro Britt, per combattere un veterano della UFC e della Strikeforce Benji Radach, nella card principale di Strikeforce: Henderson vs. Babalu II. Vinse l'incontro per decisione unanime.
Il 7 gennaio 2011, disputò il suo terzo incontro con la federazione dopo sole sette settimane contro Abong Humphrey, a Strikeforce Challengers: Woodley vs. Saffiedine. Ovince vinse l'incontro per decisione unanime; con questi tre incontri Ovince fu l'unico lottatore della Strikeforce ad aver combattuto in tre eventi consecutivi.
Il 22 luglio 2011 affrontò Joe Cason all'evento Strikeforce Challengers: Bowling vs. Voelker III; vinse l'incontro per sottomissione dopo aver mandato a segno vari colpi al primo round. Dopo l'incontro chiese di poter sfidare Renato Sobral o Gegard Mousasi, per il suo prossimo match.
Il 17 dicembre 2011 a Strikeforce: Melendez vs. Masvidal, Mousasi accettò la sfida e affrontò Ovince. Quest'ultimo perse il match per decisione unanime.
Il 18 agosto 2012 si scontrò con T.J. Cook, a Strikeforce: Rousey vs. Kaufman. Vinse l'incontro al terzo round per KO.

### Ultimate Fighting Championship
Nel gennaio 2013, la Strikeforce chiuse i battenti e la compagnia Zuffa trasferì alla UFC la maggior parte dei lottatori.
Al suo debutto in UFC, Saint Preux affrontò il nuovo arrivato Gian Villante il 27 aprile 2013, a UFC 159. Durante il match però Ovince colpì, accidentalmente con un dito, l'occhio destro di Villante e l'arbitro Kevin Mulhall immediatamente fermò l'incontro, dopo che Villante dichiarò di non riusciva più a vedere nulla. Non potendo continuare per infortunio, il match venne deciso dai giudici che a maggioranza assegnarono la vittoria a Saint Preux.
Il 17 agosto 2013 a UFC Fight Night: Shogun vs. Sonnen, affrontò Cody Donovan. Vinse il match per knockout al minuto 2:07 del primo round.
Il 15 gennaio 2014 a UFC Fight Night: Rockhold vs. Philippou doveva scontrarsi con Thiago Silva. Tuttavia, Silva venne rimosso dalla card 24 ore prima dell'inizio dell'evento. Il match contro Silva venne spostato per il 15 marzo 2014 ad UFC 171; l'incontro, però, venne cancellato nuovamente il 7 febbraio 2010, dopo che Silva venne arrestato in Florida dalla polizia con l'accusa di tentato omicidio. Quindi Ovince sfidò Nikita Krylov all'evento, vincendo il match al primo round per sottomissione eseguendo una Von Flue choke. A fine serata vinse il premio Performance of the Night.
Il 14 giugno 2014 a UFC 174, affrontò Ryan Jimmo. Ovince lo sconfisse al secondo round per sottomissione, dopo che Jimmo dichiarò verbalmente di essersi rotto un braccio nel tentativo di bloccare un calcio di Saint Preux.
Il 16 agosto 2014, al main event di UFC Fight Night: Bader vs. Saint Preux, perse contro Ryan Bader per decisione unanime.
L'8 novembre 2014, a UFC Fight Night: Shogun vs. Manuwa, avrebbe dovuto affrontare Rafael Cavalcante ma quest'ultimo s'infortunò e venne sostituito dal connazionale Francimar Barroso; a sua volta il match venne annullato perché Saint Preux venne chiamato a sostituire Jimi Manuwa nel main match contro la leggenda Mauricio "Shogun" Rua, riuscendo a vincere per KO tecnico a pochi secondi dall'inizio dell'incontro.
Ad aprile del 2015 affronta lo specialista della lotta Patrick Cummins, riuscendo a sconfiggerlo per KO grazie alle sue eccellenti doti nello striking, infatti riuscì a connettere un potente montante in risposa ad un attacco parecchio aggressivo da parte di Cummins.
Ad agosto dovette affrontare il brasiliano Glover Teixeira. Dopo un primo round vinto grazie alla sua superiorità nello striking rispetto al suo avversario, Sain Preux subì l'offensiva del brasiliano che, per poter evitare il combattimento in piedi, decise di portare a segno svariati takedown. Nella terza ripresa Saint Preux venne sottomesso con una rear-naked choke, svenendo sotto gli occhi dell'arbitro. Questa fu la sua prima sconfitta per sottomissione. Entrambi gli atleti vennero premiati con il premio Fight of the Night.
Come primo incontro del 2016 affrontò nel mese di febbraio Rafael Cavalcante. Durante la prima ripresa, in un tentativo di calcio basso, Saint Preux soffrì un leggero infortunio alla caviglia che lo mise in serie difficoltà. Nonostante l'accaduto riuscì a mantenere suo l'incontro con ripetuti attacchi e takedown, ottenendo la vittoria per decisione unanime.
Ad aprile affrontò, per il titolo dei pesi mediomassimi UFC ad interim, l'ex campione di categoria Jon Jones. Quest'ultimo, inizialmente, avrebbe dovuto scontrarsi con l'attuale campione Daniel Cormier, il quale si infortunò al piede il primo di aprile. Per tutta la durata del match Jones cominciò ad utilizzare il calcio obliquo, una delle sue mosse preferite, per indebolire le gambe di Saint Preux che per 25 minuti non è riuscito minimamente a mettere in difficoltà l'ex campione. Ovince quindi sprecò, perdendo per decisione unanime, la possibilità di diventare campione di categoria. Dopo il match il coach di Saint Preux rivelò che proprio quest'ultimo, aveva subito la rottura di un braccio alla seconda ripresa.
L'8 ottobre affrontò Jimi Manuwa all'evento UFC 204. A metà della seconda ripresa venne colpito da un potente gancio destro e successivamente da un gancio sinistro, perdendo così l'incontro per KO; apre il 2017 con la sconfitta per decisione non unanime contro Volkan Oezdemir prima di infilare tre vittorie consecutive contro de Lima, Okami e Corey Anderson (le ultime due Performance of the Night).
Nel 2018 perde contro Ilir Latifi per poi tornare alla vittoria contro Tyson Pedro (Performance of the Night); successivamente viene sconfitto da Dominick Reyes e, nel 2019, da Nikita Krylov.

## Risultati nelle arti marziali miste
| Risultato | Record | Avversario             | Metodo                                            | Evento                                           | Data              | Round | Tempo | Luogo                     | Note                                                                   |
| --------- | ------ | ---------------------- | ------------------------------------------------- | ------------------------------------------------ | ----------------- | ----- | ----- | ------------------------- | ---------------------------------------------------------------------- |
| Vittoria  | 26–16  | Mauricio Rua           | Decisione (non unanime)                           | UFC 274                                          | 7 maggio 2022     |       |       | Phoenix, Stati Uniti      |                                                                        |
| Sconfitta | 25-16  | Tanner Boser           | KO (pugni)                                        | UFC Fight Night: Gane vs. Volkov                 | 26 giugno 2021    | 2     | 2:31  | Las Vegas, Stati Uniti    |                                                                        |
| Sconfitta | 25-15  | Jamahal Hill           | KO tecnico (pugni)                                | UFC on ESPN: Hermansson vs. Vettori              | 5 dicembre 2020   | 2     | 3:37  | Las Vegas, Stati Uniti    | Incontro catchweight (207.5 lbs). Saint Preux mancò il taglio del peso |
| Vittoria  | 25-14  | Alonzo Menifield       | KO (pugno)                                        | UFC Fight Night: Overeem vs. Sakai               | 5 settembre 2020  | 2     | 4:07  | Las Vegas, Stati Uniti    | Ritorno nei pesi mediomassimi. Performance of the Night                |
| Sconfitta | 24-14  | Ben Rothwell           | Decisione (non unanime)                           | UFC Fight Night: Smith vs. Teixeira              | 13 maggio 2020    | 3     | 5:00  | Jacksonville, Stati Uniti | Debutto nei pesi massimi                                               |
| Vittoria  | 24-13  | Michał Oleksiejczuk    | Sottomissione (Von Flue choke)                    | UFC Fight Night: Hermansson vs. Cannonier        | 28 settembre 2019 | 2     | 2:19  | Copenaghen, Danimarca     | Performance of the Night                                               |
| Sconfitta | 23-13  | Nikita Krylov          | Sottomissione (rear-naked choke)                  | UFC 236: Holloway vs. Poirier 2                  | 13 aprile 2019    | 2     | 2:31  | Atlanta, Stati Uniti      |                                                                        |
| Sconfitta | 23-12  | Dominick Reyes         | Decisione (unanime)                               | UFC 229: Khabib vs. McGregor                     | 6 ottobre 2018    | 3     | 5:00  | Las Vegas, Stati Uniti    |                                                                        |
| Vittoria  | 23-11  | Tyson Pedro            | Sottomissione (armbar)                            | UFC Fight Night: Cowboy vs. Edwards              | 23 giugno 2018    | 1     | 2:54  | Kallang, Singapore        | Performance of the Night                                               |
| Sconfitta | 22-11  | Ilir Latifi            | Sottomissione tecnica (standing guillotine choke) | UFC on Fox: Emmett vs. Stephens                  | 24 febbraio 2018  | 1     | 3:48  | Orlando, Stati Uniti      |                                                                        |
| Vittoria  | 22-10  | Corey Anderson         | KO (calcio alla testa)                            | UFC 217: Bisping vs. St-Pierre                   | 4 novembre 2017   | 3     | 1:25  | New York, Stati Uniti     | Performance of the Night                                               |
| Vittoria  | 21-10  | Yushin Okami           | Sottomissione tecnica (Von Flue choke)            | UFC Fight Night: Saint Preux vs. Okami           | 23 settembre 2017 | 1     | 1:50  | Saitama, Giappone         | Performance of the Night                                               |
| Vittoria  | 20-10  | Marcos Rogério de Lima | Sottomissione (Von Flue choke)                    | UFC Fight Night: Swanson vs. Lobov               | 22 aprile 2017    | 2     | 2:11  | Nashville, Stati Uniti    | Incontro catchweight (210 lbs)                                         |
| Sconfitta | 19-10  | Volkan Oezdemir        | Decisione (non unanime)                           | UFC Fight Night: Bermudez vs. Korean Zombie      | 4 febbraio 2017   | 3     | 5:00  | Houston, Stati Uniti      |                                                                        |
| Sconfitta | 19-9   | Jimi Manuwa            | KO (pugni)                                        | UFC 204: Bisping vs. Henderson 2                 | 8 ottobre 2016    | 2     | 2:38  | Manchester, Inghilterra   |                                                                        |
| Sconfitta | 19-8   | Jon Jones              | Decisione (unanime)                               | UFC 197: Jones vs. Saint Preux                   | 23 aprile 2016    | 5     | 5:00  | Las Vegas, Stati Uniti    | Per il titolo dei Pesi Mediomassimi UFC ad Interim                     |
| Vittoria  | 19-7   | Rafael Cavalcante      | Decisione (unanime)                               | UFC Fight Night: Hendricks vs. Thompson          | 6 febbraio 2016   | 3     | 5:00  | Las Vegas, Stati Uniti    |                                                                        |
| Sconfitta | 18-7   | Glover Teixeira        | Sottomissione Tecnica (rear-naked choke)          | UFC Fight Night: Teixeira vs. Saint Preux        | 8 agosto 2015     | 3     | 3:10  | Nashville, Stati Uniti    | Fight of the Night                                                     |
| Vittoria  | 18-6   | Patrick Cummins        | KO (pugni)                                        | UFC on Fox: Machida vs. Rockhold                 | 18 aprile 2015    | 1     | 4:54  | Newark, Stati Uniti       |                                                                        |
| Vittoria  | 17-6   | Mauricio Rua           | KO Tecnico (pugni)                                | UFC Fight Night: Shogun vs. St. Preux            | 8 novembre 2014   | 1     | 0:34  | Uberlândia, Brasile       | Performance of the Night                                               |
| Sconfitta | 16-6   | Ryan Bader             | Decisione (unanime)                               | UFC Fight Night: Bader vs. Saint Preux           | 16 agosto 2014    | 5     | 5:00  | Bangor, Stati Uniti       |                                                                        |
| Vittoria  | 16-5   | Ryan Jimmo             | Sottomissione (kimura)                            | UFC 174: Johnson vs. Bagautinov                  | 14 giugno 2014    | 2     | 2:10  | Vancouver, Stati Uniti    |                                                                        |
| Vittoria  | 15-5   | Nikita Krylov          | Sottomissione (Von Flue choke)                    | UFC 171: Hendricks vs. Lawler                    | 15 marzo 2014     | 1     | 1:29  | Dallas, Stati Uniti       | Performance of the Night                                               |
| Vittoria  | 14-5   | Cody Donovan           | KO (pugni)                                        | UFC Fight Night: Shogun vs. Sonnen               | 17 agosto 2013    | 1     | 2:07  | Boston, Stati Uniti       |                                                                        |
| Vittoria  | 13-5   | Gian Villante          | Decisione Tecnica (maggioranza)                   | UFC 159: Jones vs. Sonnen                        | 27 aprile 2013    | 3     | 0:33  | Newark, Stati Uniti       | Debutto in UFC                                                         |
| Vittoria  | 12-5   | T.J. Cook              | KO (pugni)                                        | Strikeforce: Rousey vs. Kaufman                  | 18 agosto 2012    | 3     | 0:20  | San Diego, Stati Uniti    |                                                                        |
| Sconfitta | 11-5   | Gegard Mousasi         | Decisione (unanime)                               | Strikeforce: Melendez vs. Masvidal               | 17 dicembre 2011  | 3     | 5:00  | San Diego, Stati Uniti    |                                                                        |
| Vittoria  | 11-4   | Joe Cason              | KO Tecnico (Sottomissione ai pugni)               | Strikeforce Challengers: Bowling vs. Voelker III | 22 luglio 2011    | 1     | 1:12  | Las Vegas, Stati Uniti    |                                                                        |
| Vittoria  | 10-4   | Abongo Humphrey        | Decisione (unanime)                               | Strikeforce Challengers: Woodley vs. Saffiedine  | 7 gennaio 2011    | 3     | 5:00  | Nashville, Stati Uniti    |                                                                        |
| Vittoria  | 9-4    | Benji Radach           | Decisione (unanime)                               | Strikeforce: Henderson vs. Babalu II             | 4 dicembre 2010   | 3     | 5:00  | St. Louis, Stati Uniti    |                                                                        |
| Vittoria  | 8-4    | Antwain Britt          | Decisione (unanime)                               | Strikeforce Challengers: Wilcox vs. Ribeiro      | 19 novembre 2010  | 3     | 5:00  | Jackson, Stati Uniti      |                                                                        |
| Vittoria  | 7-4    | Jason Day              | KO (pugni)                                        | EFC 5: Summer Rumble                             | 24 luglio 2010    | 1     | 0:08  | Lloydminster, Canada      |                                                                        |
| Vittoria  | 6-4    | Claudio Cunha Godoy    | KO Tecnico (infortunio al braccio)                | Washington Combat: Battle of the Legends         | 15 maggio 2010    | 1     | 5:00  | Washington, Stati Uniti   |                                                                        |
| Vittoria  | 5-4    | Chris Hawk             | KO Tecnico (pugni)                                | Strikeforce: Nashville                           | 17 aprile 2010    | 1     | 0:47  | Nashville, Stati Uniti    | Debutto in Strikeforce                                                 |
| Vittoria  | 4-4    | Brett Chism            | KO Tecnico (pugni)                                | GTO Cage Fights                                  | 20 febbraio 2010  | 1     | 1:15  | Griffin, Stati Uniti      |                                                                        |
| Sconfitta | 3-4    | Virgil Zwicker         | KO Tecnico (pugni)                                | Top Combat Championship 1                        | 26 settembre 2009 | 2     | 3:00  | San Juan, Porto Rico      |                                                                        |
| Sconfitta | 3-3    | Nik Fekete             | Decisione (unanime)                               | Vendetta FC: A Night of Vengeance                | 5 settembre 2009  | 2     | 3:00  | Oranjestad, Aruba         |                                                                        |
| Vittoria  | 3-2    | Jonathan Smith         | Sottomissione (rear-naked choke)                  | Vendetta FC: A Night of Vengeance                | 5 settembre 2009  | 1     | 0:46  | Oranjestad, Aruba         |                                                                        |
| Vittoria  | 2-2    | Ombey Mobley           | Sottomissione (calf slicer)                       | XFC 8: Regional Conflict                         | 25 aprile 2009    | 1     | 2:36  | Knoxville, Stati Uniti    |                                                                        |
| Vittoria  | 1-2    | Robert Turner          | KO (calcio in testa)                              | XFC 7: School of Hard Knox                       | 20 febbraio 2009  | 1     | 2:36  | Knoxville, Stati Uniti    |                                                                        |
| Sconfitta | 0-2    | Ray Lizama             | Decisione (unanime)                               | Shark Fights 2                                   | 13 dicembre 2008  | 3     | 3:00  | Amarillo, Stati Uniti     |                                                                        |
| Sconfitta | 0-1    | Rodney Wallace         | Decisione (unanime)                               | Vengeance FC 1                                   | 27 settembre 2008 | 3     | 5:00  | Concord, Stati Uniti      |                                                                        |

## Titoli e riconoscimenti
- Ultimate Fighting Championship
  - Performance of the Night (due volte)